# Créchoise
La créchoise est une coiffe des Deux-Sèvres, portée au XIXe siècle.
Cette coiffe est issue du "bounet à grousses jhottes" ou "bridaïe", qui donna naissance à la "piote", qui vient de petiote signifiant petite, à cause de la petitesse de sa taille.

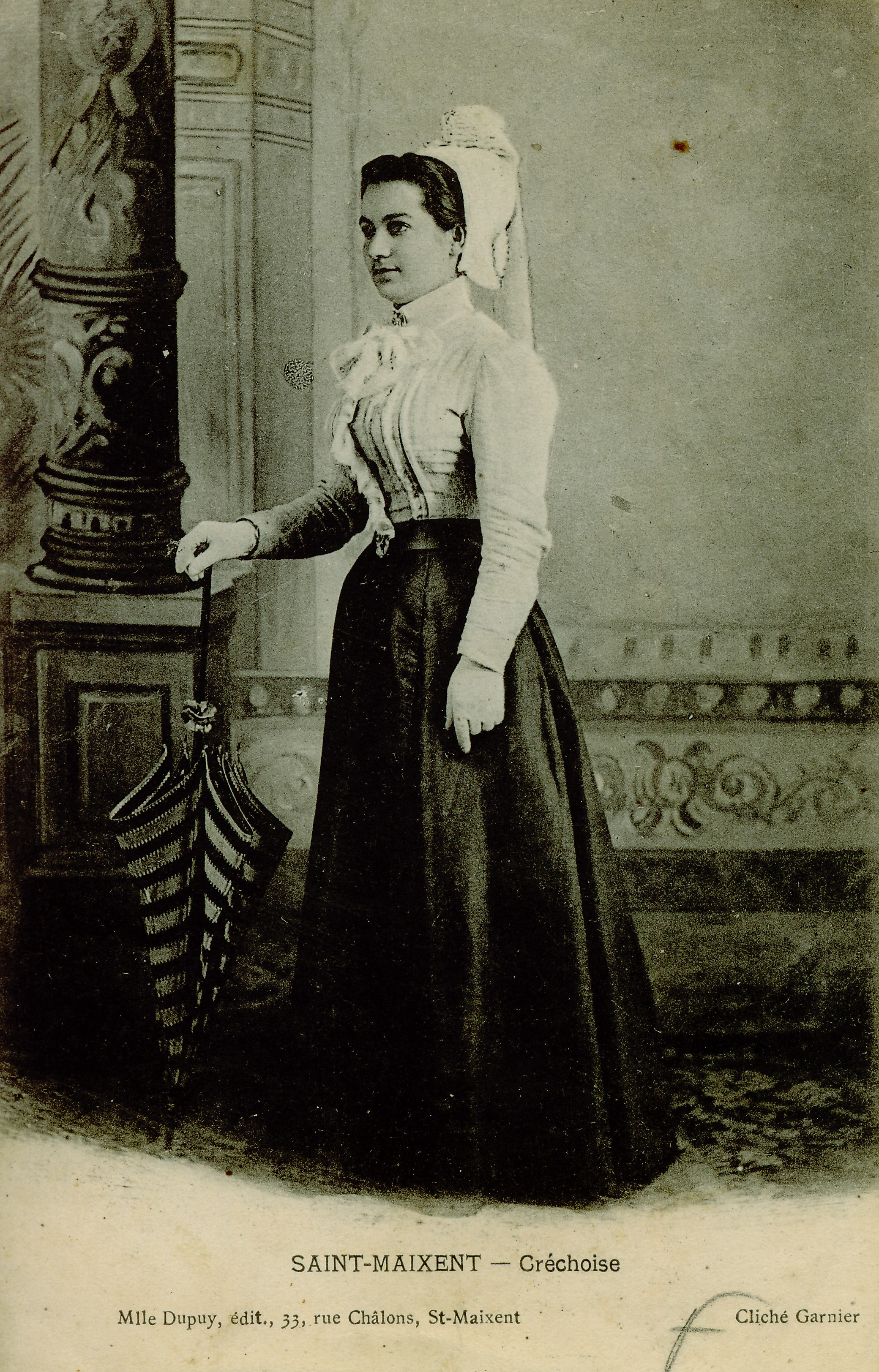
Particulièrement riche en broderie et majestueuse, la créchoise fut l'une des plus belles coiffes du Poitou et fait d'ailleurs partie des "trois grâces".
Sa particularité tenait du fait que lors des grandes cérémonies (telles le mariage ou le baptême) on lui ajoutait un nœud complexe (l'un des plus sophistiqués de la région) fait de multiples petits rubans de satin et d'une plume d'autruche, d'où partaient deux rubans de soie ou de satin (avec dentelle de Chantilly pour la mariée), longs de 60cm et large de 12cm. Ses rubans cachaient le fond, néanmoins toujours très ouvragé!
La créchoise fut portée dans un secteur comprenant Niort, Saint-Maixent, Celles-sur-Belle et Champdeniers.